# Scenes
Scenes es el segundo álbum del guitarrista y compositor estadounidense Marty Friedman.
Este álbum es completamente instrumental y todas las canciones fueron compuestas por este. Una peculiaridad de este álbum es que dura exactamente 40 minutos. El álbum cuenta con la compañía de KITARO quien participó en la ambientación de este.

## Lista de canciones
Título Duración
Tibet                                                       2:35
Angel                                                      3:40
Valley of Eternity                                    8:15
Night                                                      6:40
Realm of the Senses                             5:32
West                                                      5:44
Trance                                                   1:56
Triumph                                                 5:42

## Créditos
Marty Friedman - Guitarra líder y rítmica
Nick Menza - Batería invitada